# 栗平峠
栗平峠（くりだいらとうげ）は、群馬県吾妻郡長野原町大字北軽井沢にある栗平地区の地名が名称の由来になっており、栗平の北東（南木山熊ノ内）にある南木山（なぎさん）別荘地周辺と東吾妻町須賀尾との境にある峠である。

## 概要
- 標高は約1,380メートルである。
- 整備状況は登山道程度。山林作業用の軽車両以外は道幅狭く通行不能。
- 浅間隠山への登山ルートのひとつである。

## 周辺
- 浅間隠山